# American-Airlines-Flug 11
American-Airlines-Flug 11 (Flugnummer: AA11 bzw. AAL11) war ein Linienflug der US-Fluggesellschaft American Airlines, der planmäßig von Boston nach Los Angeles führen sollte. Am 11. September 2001 wurde die Passagiermaschine des Typs Boeing 767-223ER  von fünf Mitgliedern des radikal-islamischen Terrornetzwerks Al-Qaida als erstes von vier Flugzeugen im Rahmen der Terroranschläge am 11. September 2001  entführt und um 8:46 Uhr Ortszeit in den Nordturm (WTC 1) des World Trade Centers in New York City gelenkt.
Bei dem Einschlag zwischen der 94. und 98. Etage mit einer Fluggeschwindigkeit von etwa 750 km/h starben alle 92 Personen an Bord sowie eine unbekannte Anzahl Menschen im Bereich der Einschlagszone. Auf Fotos sind an allen vier Gebäudeseiten Explosionsflammen aus den Fassaden heraus zu erkennen. Die zerstörten Treppenhäuser machten es den Menschen oberhalb der Einschlagstelle unmöglich zu fliehen. Durch Hitzeeinwirkung und dichten Rauch in die Enge getrieben, stürzten sich bereits nach wenigen Minuten Menschen aus den zerstörten Fenstern der oberen Etagen in den Tod. Der Nordturm kollabierte aufgrund erheblicher Schwächung der Gebäudestatik 102 Minuten nach dem Einschlag des Flugzeugs um 10:28 Uhr Ortszeit komplett von oben nach unten. Beim Einsturz des Wolkenkratzers kamen geschätzte 1600 weitere Menschen ums Leben, unter ihnen zahlreiche Ersthelfer und Feuerwehrleute der New Yorker Feuerwehr. Nur bei einem geringen Teil der später aufgefundenen Leichenteile gelang die Identifizierung mittels Zahnbefunden und DNA-Analyse. Die meisten der rund 8000 im Nordturm arbeitenden Personen, die sich zum Zeitpunkt des Flugzeugeinsturzes unterhalb der Einschlagstelle befanden, überlebten.

## Ablauf

### Entführer

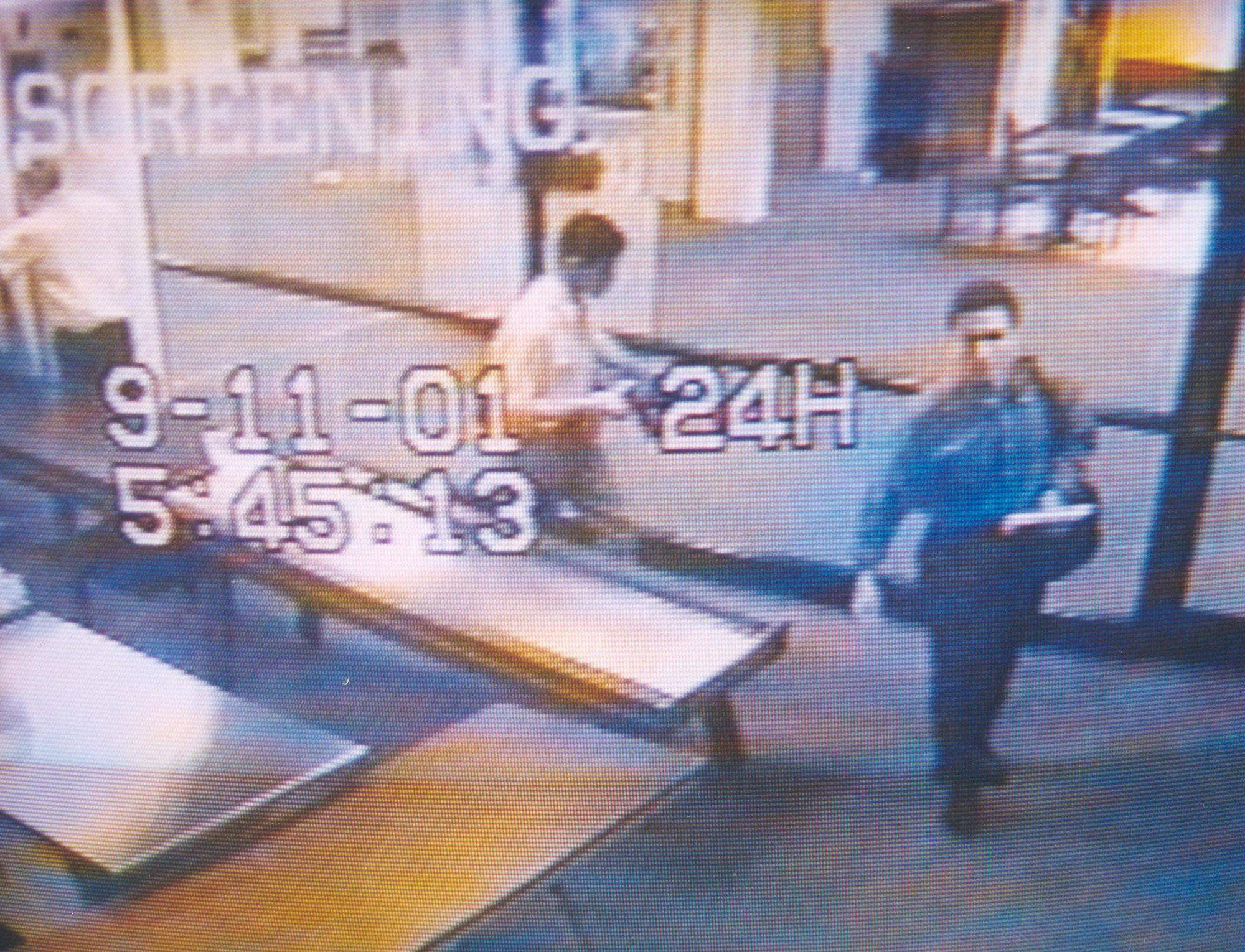
Atta und al-Omari beim Sicherheitscheck in Portland (Maine)

Die Terroristen Mohammed Atta und Abdulaziz al-Omari flogen am frühen Morgen um 6:00 Uhr des 11. Septembers zunächst mit Colgan Air Flug 5930 in einer Beechcraft 1900 vom Portland International Jetport nach Boston. Hier landeten sie um 6:45 Uhr. Gleichzeitig trafen auch die drei weiteren Entführer mit einem Mietwagen am Logan International Airport in Boston ein. Alle fünf Entführer überstanden die Sicherheitschecks und hatten um 07:40 Uhr für American-Airlines-Flug 11 eingecheckt. Atta und al-Omari saßen gemeinsam in Reihe 8 der Business Class, kurz dahinter auf Platz 10B Satam al-Suqami. Die Brüder Wail al-Shehri und Waleed al-Shehri hatten die Plätze 2A und 2B in der Ersten Klasse gebucht.

### Flug

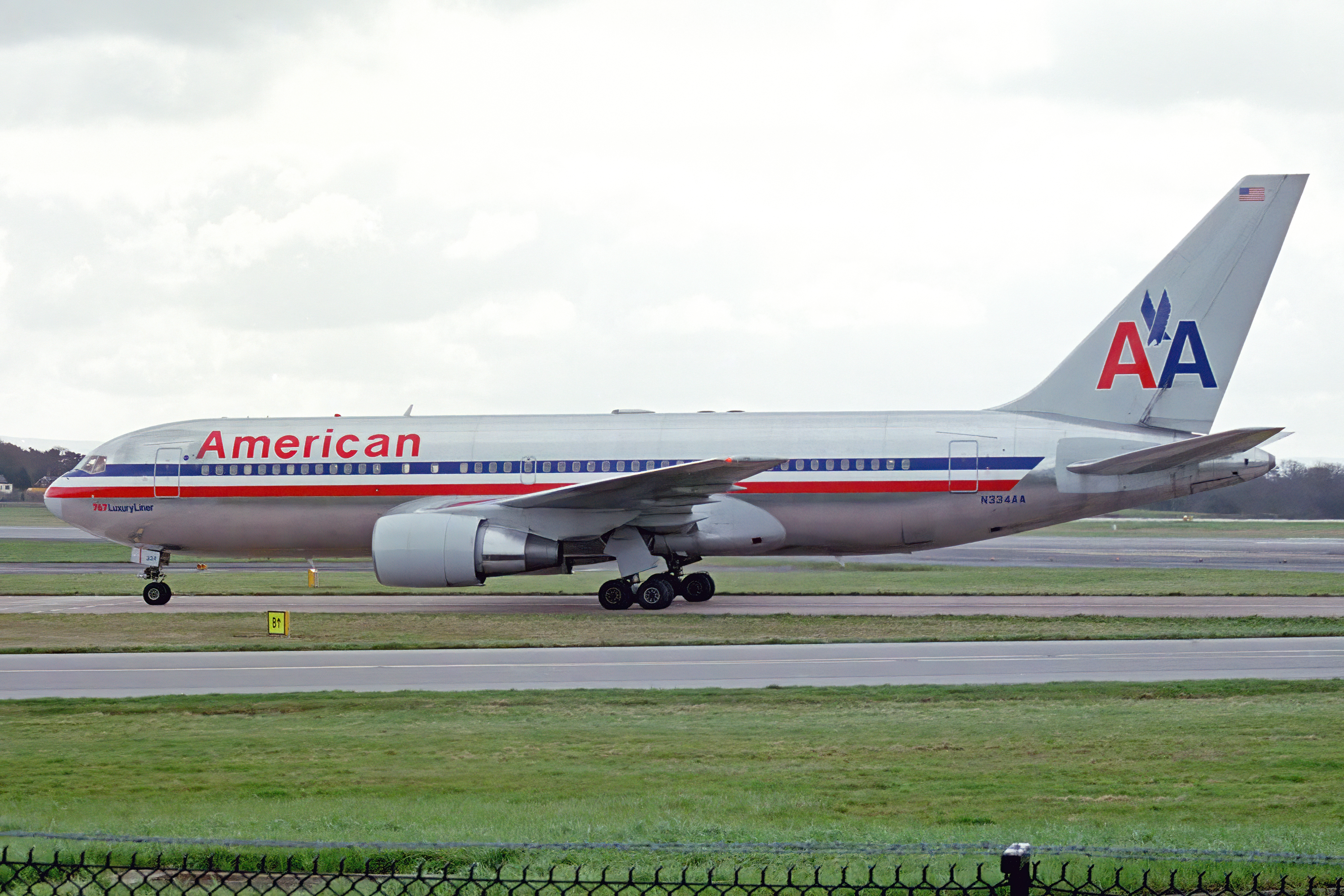
Das Flugzeug N334AA am 8. April 2001

Der Start des American-Airlines-Flugs 11 war planmäßig um 7:45 Uhr angesetzt. Mit 14 Minuten Verspätung hob die Boeing 767 um 7:59 Uhr mit insgesamt 92 Menschen an Bord von Startbahn 4R in Boston ab. Um 8:13:29 Uhr flog die Maschine in einer Höhe von 8000 Metern, 26.000 Fuß, über Zentralmassachusetts und die Piloten folgten einer Aufforderung des Boston Air Route Traffic Control Center, einen Rechtsschwenk um 20 Grad zu fliegen. Um 8:13:47 Uhr folgte von der Bostoner Leitstelle die Aufforderung, auf 10.700 Meter (35.000 Fuß) zu steigen. Dieser Aufforderung kamen die Piloten nicht nach und beließen die Maschine ab 8:16 Uhr auf einer Höhe von 8800 Metern (29.000 Fuß). Deshalb nahm die 9/11-Untersuchungskommission in ihrem Bericht von 2004 an, dass die Entführung um 8:14 Uhr begann. Kurz danach wich die Maschine vom vorgesehenen Kurs ab. Um 8:21 Uhr, nach mehrmaligem erfolglosen Anruf durch die Leitstelle, stellte die Maschine die Übermittlung des Mode-C-Transpondersignals ein.
Der auf der Karte dargestellte Kurs stellt die von der Untersuchungskommission vermutete Route dar.

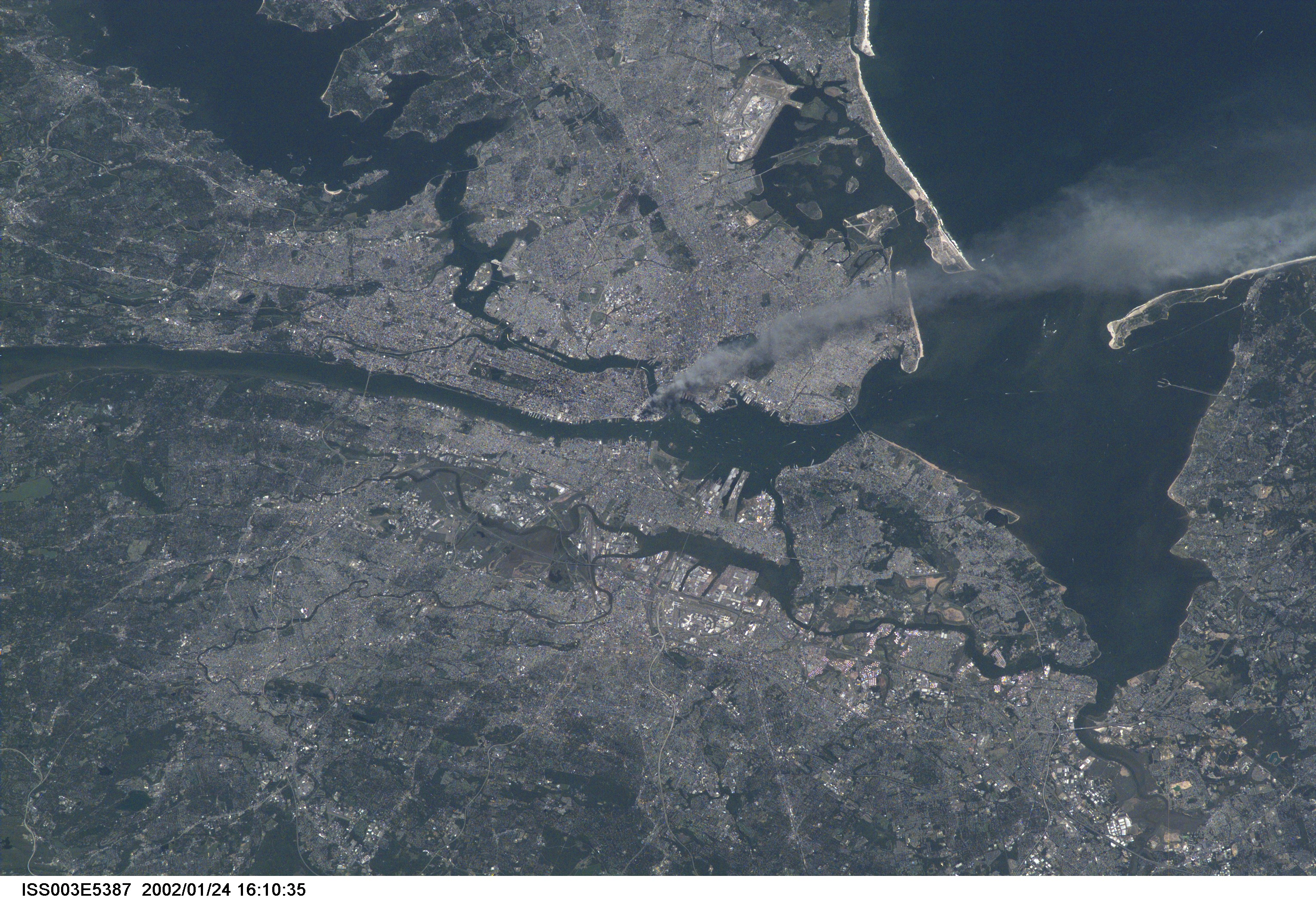
Foto von der ISS: Der Hudson River (links) führte Atta zum World Trade Center.

Um 8:26 Uhr Ostküstenzeit, etwa über Schenectady im Bundesstaat New York, drehte die Maschine um 100 Grad nach links und flog südwärts Richtung New York City. Um 8:37 Uhr ging die Maschine auf Sinkkurs um 975 Meter (3200 Fuß) pro Minute. Um 8:43 Uhr drehte sie in niedriger Höhe in einer letzten Kurve auf Manhattan zu. Der als Anführer der Entführergruppe geltende Mohammed Atta lenkte American Airlines-Flug 11 um 08:46:30 Uhr mit 405 Knoten (ca. 748 km/h) in die nördliche Fassade zwischen der 94. und 98. Etage des Nordturms (WTC 1). Um 10:28 Uhr, 102 Minuten nach dem Einschlag, kollabierte der komplette 415 Meter hohe Nordturm der Twin Towers.
Es konnten einige Trümmerteile von American-Airlines-Flug 11 geborgen werden. So wurde ein noch bereifter Teil des Fahrwerks über einen Kilometer entfernt vom Einschlagsort unter einem Baugerüst an der Ecke Rector Street/West Street gefunden. Auf dem Dach des Deutsche Bank Buildings wurden Rettungswesten und Sitzteile von American Airlines Flug 11 entdeckt. Zudem wurde der Pass des Entführers Satam al-Suqami  kurz nach dem Einschlag einige Blocks vom World Trade Center entfernt gefunden. Ein Passant hatte ihn aufgehoben und einem NYPD-Ermittler übergeben, kurz bevor die Zwillingstürme des WTC zusammenbrachen.

### Details der Entführung
An diesem Tag bildeten der Flugkapitän John Ogonowski, sein Erster Offizier Thomas McGuinness, die Flugbegleiter Barbara Arestegui, Jeffrey Collman, Sara Low, Karen Martin, Kathleen Nicosia, Betty Ong, Jean Roger, Dianne Snyder und Madeline Amy Sweeney die elfköpfige Crew. Eingecheckt hatten 81 Passagiere.
Da alle Passagiere, Crewmitglieder und Täter spätestens beim Einschlag in den Nordturm starben, sind nur wenige Details der Entführung unstrittig und als solche bekanntgeworden. Dazu gehören die Telefonate der Flugbegleiterinnen Madeline Amy Sweeney und Betty Ong nach der Entführung mit einer Bodenstation ihrer Airline. Aufgrund ihrer Mitteilungen ist anzunehmen, dass neben den Piloten John Ogonowski und Thomas McGuinness auch mindestens zwei weitere Flugbegleiterinnen, Karen Martin und Barbara Arestegui, und ein Passagier, Daniel M. Lewin, schon während des Fluges von den Tätern ermordet wurden. Lewin war Israeli, geschäftlich unterwegs und saß genau vor einem der Entführer. Er hatte eine militärische Ausbildung durch die israelische Spezialeinheit Sajeret Matkal erhalten.
Außerdem hörte die Flugkontrolle drei Ansagen des Entführers Mohammed Atta an die Passagiere, weil vermutlich der falsche Knopf bedient wurde, zunächst:

“We have some planes, just stay quiet and you’ll be okay. We are returning to the airport.”

„Wir haben einige Flugzeuge, bleiben Sie einfach ruhig und Ihnen wird nichts geschehen. Wir kehren zum Flughafen zurück.“

Um 8:24:56 Uhr:

“Nobody move. Everything will be okay. If you try to make any moves, you’ll endanger yourself and the airplane. Just stay quiet.”

„Niemand bewegt sich. Alles wird gut. Wenn Sie versuchen, irgendwelche Aktionen zu machen, werden Sie sich und das Flugzeug gefährden. Bleiben Sie einfach ruhig.“

Um 8:33:59 Uhr:

“Nobody move, please, we are going back to the airport, don’t try to make any stupid moves.”

„Niemand bewegt sich, bitte, wir kehren zum Flughafen zurück, versuchen Sie nicht, irgendwelche dummen Aktionen zu machen.“

Wie sich die Entführer Zugang zum Cockpit verschafften, ist nicht bekannt. Nach Aussagen von offizieller Seite waren Cockpit-Türen nicht dafür ausgelegt, roher Gewalt (zum Beispiel Tritten) zu widerstehen, und es gab zum damaligen Zeitpunkt noch keine dahingehenden Sicherheitsrichtlinien. Auch ist es möglich, dass die Entführer einen der Piloten aus dem Cockpit gelockt oder sich durch das Kabinenpersonal Zutritt verschafft haben.

### Telefonate
Betty Ong hat die genannten Details an das American Airlines Operations Center übermittelt. Das Gespräch dauerte über 25 Minuten, jedoch wurden wegen der zeitlichen Begrenzung des Aufnahmesystems nur die ersten vier Minuten des Gesprächs aufgezeichnet. Rückschlüsse auf den weiteren Verlauf des Gesprächs gibt es dennoch: In der Aufnahme eines Telefonats, in dem Ongs Kontaktperson, Nydia Gonzalez, Ongs Angaben an den Sicherheitsdienst der Fluggesellschaft weitergibt, ist zu hören, wie Gonzalez parallel immer wieder mit Betty Ong spricht, ehe der Kontakt endgültig abbricht.
Außer den Telefongesprächen von Betty Ong und Amy Sweeney sind keine weiteren Telefongespräche aus der Maschine bekannt geworden. Allerdings gibt es Beweise, dass eine unbekannte Person zwischen 8:16 Uhr und 8:28 Uhr viermal versuchte, vom Flugzeug aus die Bodenstation zu erreichen. Die Anrufe kamen nicht durch. Es wird angenommen, dass es sich bei der Anruferin um Flugbegleiterin Sara Low handelte.

## Dokumentation in den Medien
Es gibt drei Filmaufnahmen, wie Flug AA 11 in den Nordturm rast: Jene von Jules Naudet, Dokumentarfilmer bei einer Feuerwehreinheit, eine Zufallsaufnahme von Pavel Hlava und die Webcam von Wolfgang Staehle (Zufallsaufnahme in einem Kunstprojekt).
Hlavas und Staehles Aufnahmen sind zu unscharf, um darauf Details des Flugzeugs zu erkennen. Der Winkel beider Aufnahmen bedingt, dass der Einschlag vom Gebäude selbst verdeckt wird. Nur in Naudets Aufnahme sind der Überflug über die Gruppe der Feuerwehrmänner, der Anflug und der Einschlag ins Gebäude und die folgenden Sekunden zu sehen. Danach fährt die Gruppe zum WTC und Naudet kann das Gebäude nicht mehr filmen. Darüber hinaus existiert noch eine Aufnahme, die von einem Kamerateam des Fernsehsenders WNYW aufgenommen wurde. Da die Kamera jedoch zum Zeitpunkt des Einschlags auf den Boden gerichtet war, sind lediglich die Flugzeug- und Explosionsgeräusche zu hören.

## Erinnerung, Mahnung, Gedenkstätten
In Manhattan befindet sich seit 2014 das World Trade Center Memorial, eine Gedenkstätte mit einem Museum zur Erinnerung an die Opfer.
In den Vereinigten Staaten ist eine sehr vielfältige Kultur der Erinnerung und Mahnung im Zusammenhang mit dieser und den anderen Entführungen und ihren Folgen entstanden. Dazu gehören auch viele Webseiten von Angehörigen.

## Nationalitäten der Opfer im Flugzeug

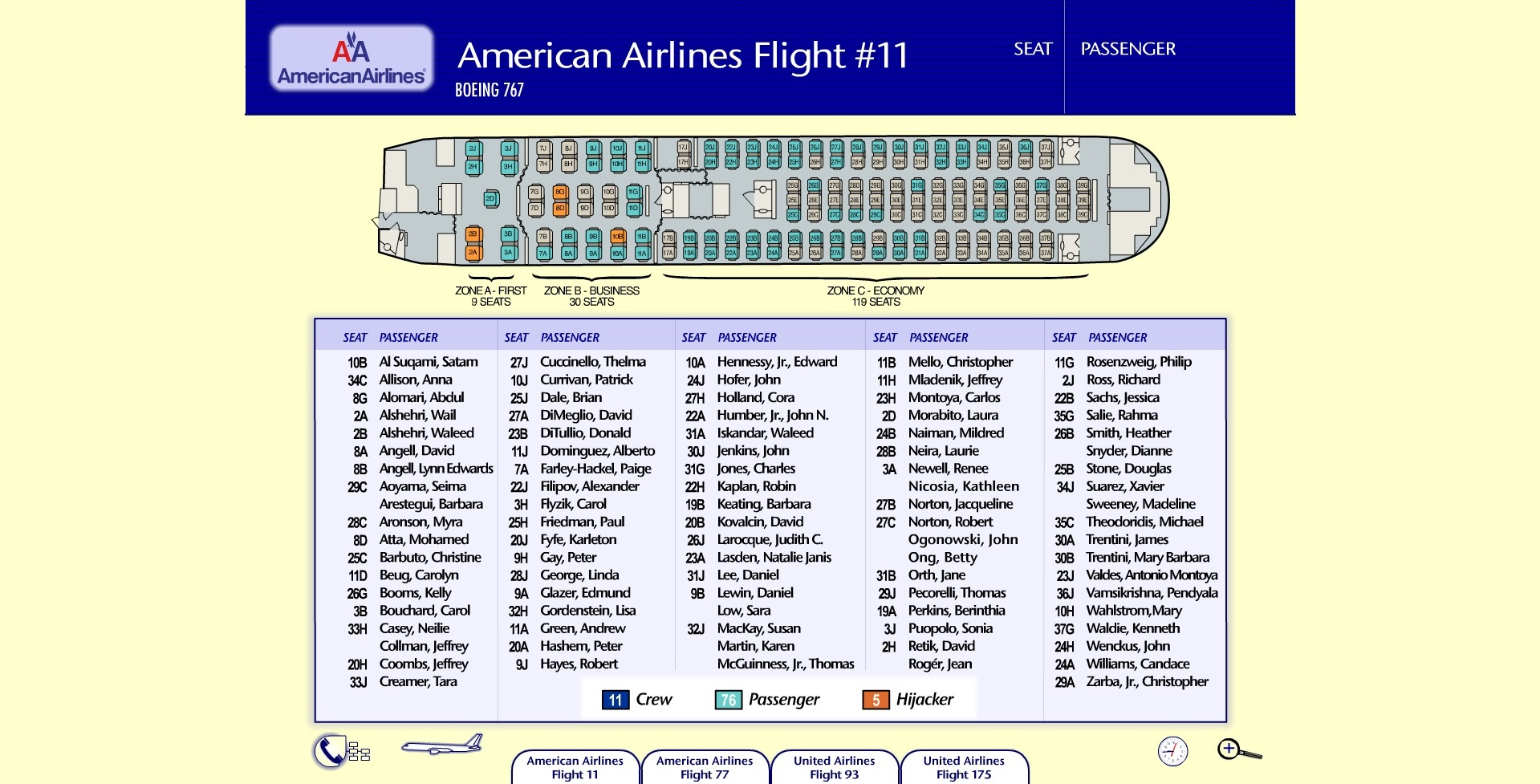
Passagierliste des Fluges

Die Nationalität der 76 Passagiere (ohne Entführer) und 11 Besatzungsmitglieder umfasste 3 verschiedene Länder:

| Nationalität       | Passagiere | Besatzung | Gesamt |
| ------------------ | ---------- | --------- | ------ |
| Vereinigte Staaten | 74         | 11        | 85     |
| Libanon            | 1          | –         | 1      |
| Uruguay            | 1          | –         | 1      |
| Gesamt             | 76         | 11        | 87     |

## Film
- The Last Hour of Flight 11. Dokumentation, USA, 60 Minuten